# 福建福耀科技大学
福建福耀科技大学，簡稱福耀科大，籌備時稱福耀科技大學，2025年2月21日正式成立於福建省福州市高新區，是由福耀集团董事局主席曹德旺发起，河仁慈善基金会与福州市人民政府合作举办的民办公助、非营利、公益性全日制普通高校，办学层次为本科和研究生教育。

## 建校历史

### 校園籌建
2021年5月4日，福耀玻璃工业集团股份有限公司董事长曹德旺创办的河仁慈善基金会计划出资100亿元，投入筹建福耀科技大学。同年11月20日，河仁慈善基金会和福州市人民政府签订福耀科技大学建设战略合作框架协议，筹划由河仁慈善基金会首期出资100亿人民币建设新大学，暂定名为福耀科技大学，校址选于福州闽侯南屿镇流洲岛。同時根据协议，双方将建立支持保障机制，推动福耀科技大学高起点建设、高质量发展。
2022年5月，大学开工建设，首期规划建设34栋单体楼栋。2023年6月，34座楼栋的主体结构全部完成封顶。

### 正式成立
2024年1月29日，福耀科技大學公示擬申報普通本科，進入福建省教育厅審核階段；同年3月25日，王树国受聘為福耀科技大學校長。
2025年1月13日，中國教育部公示，擬同意設立福建福耀科技大學，同年2月21日，发《教育部關於同意設置福建福耀科技大學的函》（教發函〔2025〕14號）同意設置福建福耀科技大學，批准首批设置计算机科学与技术、智能制造工程、车辆工程、材料科学与工程等4个普通本科专业。同年3月11日，福建省人民政府办公厅发布关于设置福建福耀科技大学的通知，该校为民办普通本科学校，定位为新型研究型大学，由福建省领导和管理，学校标识码为4135014896。校方计划2025年9月開始招收本科生，首年计划招生百人以内，学费为每学年5,460元人民币，住宿费为每学年1200元（双人间）。

## 院系建設
學校占地总面积达67万平方米（约1006.68亩），並轄有重點實驗室3個、校企合作實驗室4個，圖書館轄有圖書46万冊。截至2025年3月，政府已批准该校设置四个本科专业，分别为计算机科学与技术、智能制造工程、车辆工程、材料科学与工程。
福建福耀科技大学共设置八个学院：
- 计算与人工智能学院

- 智造与未来技术学院

- 运载与智慧交通学院

- 新材料与新能源学院

- 生命与健康科学学院

- 数字经济与管理学院

- 文理学院

- 马克思主义学院[5]

## 校園文化

### 校徽
校徽内圆设计来自距今3600多年的甲骨文字体的“心”字，设计将五个“心”围绕在一起形成莲花造型。

## 历任校长
- 朱崇实[16]（2022年1月—2023年8月）
- 梅宏[17]（2023年8月—2024年3月）
- 王树国[18]（2024年3月至今）